# 秋山里奈
秋山里奈（日语：／ Akiyama Rina，1987年11月26日—），日本女子游泳运动员。她曾代表日本参加2004年、2008年和2012年夏季残疾人奥林匹克运动会游泳比赛，获得一枚金牌和一枚银牌。